# 马尔杜克·阿普尔·乌苏尔
马尔杜克·阿普尔·乌苏尔（约公元前780年——约公元前769年前后在位）（英語：Marduk-apla-usur）巴比伦国王。承袭马尔杜克·贝尔·泽瑞之位。在位时期巴比伦局势动荡不安，各种势力争斗频繁。其统治事迹鲜为人知。死后由埃瑞巴·马尔杜克所承袭其位。